# .bq
‎.bq‏ دامنه اینترنتی اختصاص داده شده به کشور کارائیب هلند است.